# Picross
 (décembre 2021).
Si vous disposez d'ouvrages ou d'articles de référence ou si vous connaissez des sites web de qualité traitant du thème abordé ici, merci de compléter l'article en donnant les références utiles à sa vérifiabilité et en les liant à la section « Notes et références ».

Un exemple de picross résolu montrant le W de Wikipédia.

Un picross, logigraphe, hanjie, griddler, nonogram ou encore logimage est un jeu de réflexion solitaire, qui consiste à découvrir un dessin sur une grille en noircissant des cases, d'après des indices logiques laissés sur le bord de la grille. 

## Origines
Les jeux de logiques qui mettent en scène des images sur une grille existent depuis longtemps comme l'atteste le Stephenson's Train datant de 1925 et publié en Italie. Autre exemple, en 1979, Trevor Truran inventa le Whittleword.
En 1987, Non Ichida, graphiste japonaise, pour les besoins d'un concours qu'elle gagna, crée une image sur un immeuble en allumant et éteignant les fenêtres de ce dernier. C'est ce qui lui donna l'idée de mettre en place les règles du hanjie tel qu'on les connait aujourd'hui. En 1988, elle publie 3 puzzles qu'elle nomme Window Art Puzzles dans un magazine japonais. Dans la même période, et sans connexion apparente, Tetsuya Nishio invente un jeu semblable publié dans un autre magazine.
En 1989, après avoir montré ses Window Art Puzzles à James Dalgety, celui-ci est convaincu du succès mondial que peut avoir ce jeu de logique. En 1990, il persuade le journal anglais The Telegraph de publier les grilles de Non Ichida. Il nomme par ailleurs le nom de cette discipline nonogram pour « Non Ichida et diaGram ». En 1993, les nonograms sont essayés par le journal japonais Mainichi Shinbun qui les publie ensuite régulièrement. La même année, Non Ichida sort son premier livre de nonograms au Japon, puis en Angleterre, publié par Pan Books. En 1998, The Sunday Telegraph lance un concours pour renommer les puzzles, et les nomme Griddler.
En 1990, James Dalgety et Bill Stanton écrivent le premier programme connu de résolution de Griddler.

## Principe du jeu
Le but consiste à retrouver les cases noires dans chaque grille. Les chiffres donnés sur le côté et en haut de la grille vous donnent des indices. Ils indiquent la taille des blocs de cases noires de la ligne ou de la colonne sur laquelle ils se trouvent. 
Par exemple 3,4 à gauche d'une ligne indique qu'il y a, de gauche à droite, un bloc de 3 cases noires puis un bloc de 4 cases noires sur cette ligne.
En revanche, ce qui n'est pas mentionné et qui fait la difficulté, est le nombre de cases blanches entre les cases noires. On sait simplement qu'il y en a au moins une.
Généralement, une grille résolue fait découvrir un dessin.

## Techniques de résolution
Dans le but de résoudre le puzzle, il faut déterminer quelles cellules seront à noircir et celles qui resteront blanches. Trouver les cellules vides est aussi important que de trouver les cellules noires. Plus tard, les cellules vides permettront de décider où se situera un bloc de cellules noires. On marque généralement une cellule vide par un point ou une croix.
Il est possible de résoudre les puzzles les plus simples en ne raisonnant que sur une seule ligne ou colonne à la fois. Les plus difficiles peuvent demander un raisonnement plus complexe incluant plusieurs lignes et colonnes. On cherchera à poser des hypothèses du genre : « Que se passe-t-il si cette case est vide ? ». Si une contradiction apparait, il ne s'agit donc pas d'une case vide, mais pleine. La progression peut alors demander beaucoup de temps.

## Noms
Le picross est connu sous de nombreux autres noms : Crucipixel ; Edel ; FigurePic ; gameLO; Grafilogika ; Griddlers ; Hanjie ; Illust-Logic ; Japanese Crosswords ; Japanilaiset Ristikot ; Japanese Puzzels ; Kare Karala! ; Logic Art ; Logic Square ; Logicolor ; Logigraphe ; Logik-Puzzles ; Logimage ; Nonograms ; Oekaki Logic ; Oekaki-Mate ; Paint by numbers ; Paint Logic ; Pic-a-Pix ; Pikurosu ; Pixel Puzzles ; Puzzle Giapponese ; Puzzle Japones ; Shchor Uftor ; Tsunami ; Pictopix.

## Adaptations en jeux vidéo
Un jeu vidéo de picross est sorti sur Game Boy, intitulé Mario's Picross (titre original japonais : Mario no Picross). Sorti au Japon le 14 mars 1995, il a connu un certain succès. Toutefois, malgré un support publicitaire, il n'a pas réussi à vraiment s'imposer lors de ses sorties aux États-Unis et en Europe. La difficulté est progressive, et au fur et à mesure de son avancée dans le jeu, le joueur doit résoudre des puzzles comportant plus de cases. Une ligne est dévoilée au joueur en début de partie. Les parties sont chronométrées (chaque grille doit être terminée en un certain temps) et les erreurs (cases noircies à tort) pénalisent le joueur en temps, le temps retiré est à chaque fois plus important. Le jeu a connu plusieurs suites : Mario's Picross 2 sur Game Boy et Mario's Super Picross sur Super Nintendo, ces deux derniers n'étant jamais sortis hors du Japon. Wario's Picross, sorti ensuite, change les règles des picross de Nintendo : aucune ligne n'est révélée, les erreurs ne sont pas pénalisées, mais le joueur n'a plus l'information de l'erreur commise (ce qui rapproche le jeu de la version « papier » du picross) ; la partie se termine lorsque la grille est parfaitement réussie. Nintendo a aussi distribué huit autres épisodes de picross au Japon par le système Satellaview, chacun étant un nouvel ensemble de grilles sans les personnages de la série Mario.
Sur arcade, Logic pro (1996, Deniam) est sorti en borne uniquement au Japon, une ligne verticale et horizontale est révélée. Le jeu Logic pro 2 suit en 1997.
Un jeu de Sudoku est sorti sur Nintendo DS, nommé Essential Sudoku, et propose des puzzles de picross en couleurs, sans loupe.
Un jeu sur Nintendo DS, Picross DS, est sorti au Japon début 2007 et en France le 11 mai de la même année.
Une nouvelle version est sortie en France sur DS en mars 2010 (2009 au Japon), Picross 3D, il adapte le jeu sur des blocs de cubes, la résolution se fait sur 3 dimensions, rendant le challenge plus ardu, mais aussi plus intéressant. Une suite nommée Picross 3D : Round 2 sort sur Nintendo 3DS en octobre 2015.
En 2012, sort Picross e, un nouvel opus pour Nintendo 3DS, exclusivement téléchargeable pour 5 € sur l'eShop de Nintendo (d'où son nom, Picross e), suivi de 8 variantes jusqu'en 2018, respectivement intitulées Picross e2, Picross e3, Picross e4, Picross e5, Picross e6, Picross e7, et Picross e8. Un dernier épisode, Picross e9 sort sur le Nintendo eShop japonais le 8 août 2018.
Fin 2015, sort sur 3DS le jeu free-to-play Pokémon Picross, reprenant le principe de picross tout en y intégrant l'univers Pokémon avec des pouvoirs spéciaux pour faciliter la résolution. Un autre jeu sur 3DS est offert sur le catalogue My Nintendo, il s'agit de My Nintendo Picross - The Legend of Zelda: Twilight Princess.
Début 2017 parait Pictopix. Développé par Tomlab Games, ce jeu est une version très proche des Picross sortis sur les consoles Nintendo DS. Disponible sur PC (Windows, Mac et Linux), il a la particularité de donner la possibilité aux joueurs de créer et partager leurs propres puzzles.
En septembre 2017, Jupiter lance la série Picross S sur l'eShop de la Nintendo Switch. Ce sont 5 épisodes qui se succèdent, Picross S, Picross S2, Picross S3, Picross S4 et Picross S5. Il existe également des "spin-off" Picross : Picross Lord Of The Nazarick, basé sur la franchise Overlord, et Kemono Friends Picross, basé sur la série Kemono Friends.
Un grand nombre de jeux de Picross, gratuits ou payants, sont disponibles pour appareils mobiles, principalement pour Android.

#### Hors origine japonaise
- Nombres fléchés
- Carré latin
- Énigmes géométriques

#### Créateurs et éditeurs de jeux
- Wayne Gould
- Dell Magazines
- Nikoli